# 西域短身電鰻
西域短身電鰻為輻鰭魚綱電鰻目短吻電鰻科的其中一種，為熱帶淡水魚，分布於中南美洲哥斯大黎加、巴拿馬、哥倫比亞及委內瑞拉太平洋岸淡水流域，體長可達17.5公分，棲息在底中層溪流淺水域，以水生昆蟲為食，生活習性不明。

## 扩展阅读
維基物種上的相關：西域短身電鰻